# Sayeba Akhter
Sayeba Akhter (bengalisch সায়েবা আক্তার, geboren 1953 in Chittagong) ist eine Ärztin aus Bangladesch, die vor allem für ihre innovativen Behandlungsmethoden im Bereich der Geburtshilfe und Gynäkologie bekannt wurde. Sie wurde für ihre Verdienste im Bereich der Frauengesundheit unter anderem 2020 mit dem Ekushey Padak der Regierung von Bangladesch ausgezeichnet.

## Leben und medizinische Karriere
Sayeba Akhter besuchte die Bangabandhu Sheikh Mujib Medical University in Dhaka, wo sie auch ihren Doktor in Medizin erhielt. Sayeba Akhter führte die Geburtshilfe und Gynäkologie Abteilung des Dhaka Medical College and Hospital, als sie auf die Problematik aufmerksam wurde, dass viele Mütter kurz nach der Geburt an postpartal auftretenden Blutungen verstarben. Im Jahr 2000 erfand Sayeba Akhter eine einfache und kostensparende Methode, um diese Blutungen zu stoppen, die für ein Drittel der Fälle von Müttersterblichkeit verantwortlich sind. Sie verwendete dazu ein Katheter und ein Kondom und stellte darauf eine intrauterine Tamponade her. Diese Methode fand weite Verbreitung und wurde auch als Sayebas Methode bekannt.
Sayeba Akhter wurde 2011 zum Ehrenfellow des Royal College of Obstetricians and Gynaecologists ernannt.
Sayeba Akhter ist Präsidentin der Obstetrical and Gynaecological Society of Bangladesh und Vizepräsidentin der International Society of Obstetric Fistula Surgeons.